# Campionati mondiali di slittino 2015
I Campionati mondiali di slittino 2015, quarantacinquesima edizione della manifestazione organizzata dalla Federazione Internazionale Slittino, si sono tenuti il 14 e 15 febbraio 2015 a Sigulda, in Lettonia, sulla pista omonima, la stessa sulla quale si svolsero le competizioni iridate nel 2003; sono state disputate gare in quattro differenti specialità: nel singolo uomini, nel singolo donne, nel doppio e nella prova a squadre.
Vincitrice del medagliere è stata la nazionale tedesca, capace di conquistare tre titoli e cinque medaglie sulle dodici assegnate in totale: quelle d'oro sono state vinte da Natalie Geisenberger nell'individuale femminile, bissando il titolo ottenuto a Whistler 2013, nel doppio da Tobias Wendl e Tobias Arlt, giunti anche loro al secondo trionfo iridato dopo quello colto a Whistler 2013, e dalla squadra composta dagli stessi Geisenberger, Wendl ed Arlt insieme a Felix Loch nella prova a squadre. La gara nel singolo uomini ha visto la vittoria del rappresentante della squadra russa Semën Pavličenko.
Oltre ai tedeschi Natalie Geisenberger, Tobias Wendl e Tobias Arlt, che hanno conquistato due medaglie d'oro, gli altri atleti che sono riusciti a salire per due volte sul podio in questa rassegna iridata sono stati il connazionale Felix Loch ed i russi Semën Pavličenko e Tat'jana Ivanova.
Anche in questa edizione, come ormai da prassi iniziata nella rassegna di Cesana Torinese 2011, sono stati assegnati i titoli mondiali under 23 premiando gli atleti meglio piazzati nelle tre gare iridate del singolo uomini, del singolo donne e del doppio che non avevano ancora compiuto il ventitreesimo anno di età.

## Risultati

### Singolo uomini
La gara è stata disputata il 15 febbraio nell'arco di due manches ed hanno preso parte alla competizione 37 atleti in rappresentanza di 17 differenti nazioni; campione uscente era il tedesco Felix Loch, che ha concluso la prova al secondo posto, ed il titolo fu conquistato dal russo Semën Pavličenko, mentre terzo è giunto l'austriaco Wolfgang Kindl.
La speciale classifica riservata agli under 23 ha visto primeggiare il russo Aleksandr Peretjagin sul lettone Riks Kristens Rozītis e l'italiano Dominik Fischnaller.
| Pos. | Atleti                | Nazione     | Tempo    | Distacco |
| ---- | --------------------- | ----------- | -------- | -------- |
|      | Semën Pavličenko      | Russia      | 1'36"288 |          |
|      | Felix Loch            | Germania    | 1'36"359 | +0"071   |
|      | Wolfgang Kindl        | Austria     | 1'36"472 | +0"184   |
| 4    | Aleksandr Peretjagin  | Russia      | 1'36"492 | +0"204   |
| 5    | Andi Langenhan        | Germania    | 1'36"544 | +0"256   |
| 6    | Christopher Mazdzer   | Stati Uniti | 1'36"800 | +0"512   |
| 7    | Stepan Fëdorov        | Russia      | 1'36"844 | +0"556   |
| 8    | Johannes Ludwig       | Germania    | 1'36"920 | +0"632   |
| 9    | Julian von Schleinitz | Germania    | 1'37"051 | +0"763   |
| 10   | Riks Kristens Rozītis | Lettonia    | 1'37"124 | +0"836   |

### Singolo donne
La gara è stata disputata il 14 febbraio nell'arco di due manches ed hanno preso parte alla competizione 40 atlete in rappresentanza di 16 differenti nazioni; campionessa uscente era la tedesca Natalie Geisenberger, che è riuscita a bissare il titolo ottenuto nella precedente edizione, davanti alla russa Tat'jana Ivanova, che era stata seconda anche ad Altenberg 2012, ed all'altra tedesca Tatjana Hüfner, già campionessa mondiale ad Igls 2007, ad Oberhof 2008, a Cesana Torinese 2011 e ad Altenberg 2012 ed oro olimpico a Vancouver 2010.
La speciale classifica riservata agli under 23 ha visto primeggiare la russa Ekaterina Katnikova sulla statunitense Summer Britcher e l'altra russa Ekaterina Baturina.
| Pos. | Atleti               | Nazione     | Tempo    | Distacco |
| ---- | -------------------- | ----------- | -------- | -------- |
|      | Natalie Geisenberger | Germania    | 1'24"142 |          |
|      | Tat'jana Ivanova     | Russia      | 1'24"458 | +0"316   |
|      | Tatjana Hüfner       | Germania    | 1'24"463 | +0"321   |
| 4    | Erin Hamlin          | Stati Uniti | 1'24"509 | +0"367   |
| 5    | Alex Gough           | Canada      | 1'24"616 | +0"474   |
| 6    | Dajana Eitberger     | Germania    | 1'24"653 | +0"511   |
| 7    | Anke Wischnewski     | Germania    | 1'24"723 | +0"581   |
| 8    | Ekaterina Katnikova  | Russia      | 1'24"729 | +0"587   |
| 9    | Summer Britcher      | Stati Uniti | 1'24"760 | +0"618   |
| 10   | Natal'ja Choreva     | Russia      | 1'24"802 | +0"660   |

### Doppio
La gara è stata disputata il 14 febbraio nell'arco di due manches ed hanno preso parte alla competizione 46 atleti in rappresentanza di 13 differenti nazioni; campioni uscenti erano i tedeschi Tobias Wendl e Tobias Arlt, che sono riusciti a bissare il titolo ottenuto nella precedente edizione, davanti agli austriaci Peter Penz e Georg Fischler, già medaglie di bronzo ad Altenberg 2012 ed agli italiani Christian Oberstolz e Patrick Gruber, che furono secondi a Cesana Torinese 2011.
La speciale classifica riservata agli under 23 ha visto primeggiare i russi Andrej Bogdanov ed Andrej Medvedev sugli italiani Florian Gruber e Simon Kainzwaldner ed i coreani Park Jin-yong e Cho Jung-myung.
| Pos. | Atleti                               | Nazione     | Tempo    | Distacco |
| ---- | ------------------------------------ | ----------- | -------- | -------- |
|      | Tobias Wendl Tobias Arlt             | Germania    | 1'23"900 |          |
|      | Peter Penz Georg Fischler            | Austria     | 1'24"036 | +0"136   |
|      | Christian Oberstolz Patrick Gruber   | Italia      | 1'24"157 | +0"257   |
| 4    | Toni Eggert Sascha Benecken          | Germania    | 1'24"269 | +0"369   |
| 5    | Ludwig Rieder Patrick Rastner        | Italia      | 1'24"318 | +0"418   |
| 6    | Andris Šics Juris Šics               | Lettonia    | 1'24"349 | +0"449   |
| 7    | Andrej Bogdanov Andrej Medvedev      | Russia      | 1'24"415 | +0"515   |
| 8    | Vladislav Južakov Vladimir Prochorov | Russia      | 1'24"596 | +0"696   |
| 9    | Matthew Mortensen Jayson Terdiman    | Stati Uniti | 1'24"612 | +0"712   |
| 10   | Oskars Gudramovičs Pēteris Kalniņš   | Lettonia    | 1'24"639 | +0"739   |

### Gara a squadre
La gara è stata disputata il 15 febbraio ed ogni squadra nazionale ha preso parte alla competizione con una sola formazione; nello specifico la prova ha visto la partenza di una "staffetta" composta da un singolarista uomo ed uno donna, nonché da un doppio per ognuna delle 12 formazioni in gara, che sono scese lungo il tracciato consecutivamente senza interruzione dei tempi tra un atleta e l'altro; il tempo totale così ottenuto ha laureato campione la nazionale tedesca di Felix Loch, Natalie Geisenberger, Tobias Wendl e Tobias Arlt davanti alla squadra russa formata da Semën Pavličenko, Tat'jana Ivanova, Andrej Bogdanov ed Andrej Medvedev ed a quella canadese composta da Samuel Edney, Alex Gough, Tristan Walker e Justin Snith.
| Pos. | Squadra     | Atleti                                                                 | Tempo    | Distacco |
| ---- | ----------- | ---------------------------------------------------------------------- | -------- | -------- |
|      | Germania    | Felix Loch Natalie Geisenberger Tobias Wendl / Tobias Arlt             | 2'13"152 |          |
|      | Russia      | Semën Pavličenko Tat'jana Ivanova Andrej Bogdanov / Andrej Medvedev    | 2'13"234 | +0"082   |
|      | Canada      | Samuel Edney Alex Gough Tristan Walker / Justin Snith                  | 2'14"129 | +0"977   |
| 4    | Italia      | Dominik Fischnaller Andrea Vötter Christian Oberstolz / Patrick Gruber | 2'14"304 | +1"152   |
| 5    | Stati Uniti | Christopher Mazdzer Erin Hamlin Matthew Mortensen / Jayson Terdiman    | 2'14"542 | +1"390   |
| 6    | Austria     | Wolfgang Kindl Miriam Kastlunger Peter Penz / Georg Fischler           | 2'14"633 | +1"481   |
| 7    | Lettonia    | Inārs Kivlenieks Elīza Tīruma Andris Šics / Juris Šics                 | 2'14"790 | +1"638   |
| 8    | Slovacchia  | Jozef Ninis Viera Gbúrová Jakub Šimoňák / Patrik Tomaško               | 2'16"163 | +3"011   |
| 9    | Polonia     | Maciej Kurowski Natalia Wojtusciszyn Arthur Gedzius / Jakub Kowalewski | 2'16"481 | +3"329   |
| 10   | Ucraina     | Andrij Mandzij Olena Stec'kiv Oleksandr Obolončyk / Roman Zacharkiv    | 2'17"492 | +4"340   |

## Medagliere
| Posizione | Nazione  | Oro | Argento | Bronzo | Totale |
| --------- | -------- | --- | ------- | ------ | ------ |
| 1         | Germania | 3   | 1       | 1      | 5      |
| 2         | Russia   | 1   | 2       | 0      | 3      |
| 3         | Austria  | 0   | 1       | 1      | 2      |
| 4         | Canada   | 0   | 0       | 1      | 1      |
| 4         | Italia   | 0   | 0       | 1      | 1      |
| Totale    | Totale   | 4   | 4       | 4      | 12     |